# Gmina Shosh
Gmina Shosh (alb. Komuna Shosh) – gmina położona w północno-zachodniej części kraju. Administracyjnie należy do okręgu Szkodra w obwodzie Szkodra. Jej powierzchnia wynosi 9524 ha. W 2012 roku populacja wynosiła 1768 mieszkańców. 
W skład gminy wchodzi pięć wsi: Ndrejaj, Nikaj-Shosh, Palaj, Pepsumaj, Brasht.